# Alberto Marvelli
Alberto Marvelli (21. března 1918, Ferrara – 5. října 1946, Rimini) byl italský římský katolík, člen Katolické akce a politik. Katolická církev jej uctívá jako blahoslaveného.

## Život
Narodil se dne 21. března 1918 ve Ferraře jako druhý ze šesti dětí rodičům Luigimu Marvellimu, který pracoval jako bankovní úředník, a jeho manželce Marii Mayr. Roku 1931 se s rodinou přestěhoval do Rimini, kde poté studoval střední školu. V mládí vstoupil do Katolické akce a navštěvoval salesiánskou oratoř.
Pokračoval studiem na Boloňské univerzitě, kde v červnu roku 1941 promoval v oboru inženýrství a začal spolupracovat s firmou Fiat v Turíně.
Během druhé světové války se dostavil do Trevisu na vojenskou službu, ale byl z armády osvobozen. Poté se zde podílel na organizaci humanitárních akcí a charitativních činností, kdy pomáhal chudým a lidem bez domova v době, kdy město čelilo množstvím náletů. Po návratu do Rimini se mu podařilo zachránit mnoho mladých lidí před deportací získáním falešných dokladů a propustek. Zde se také postaral o rekonstrukční práce míst, zničených nálety.
V Rimini vstoupil do první rady, zřízené místním osvobozeneckým výborem jako radní pro veřejné práce, kdy měl na starosti stavebnictví. Měl delikátní roli při předsedající komisi, která rozdělovala bydlení vysídleným. Připojil se ke Křesťanským demokratům a v prvních svobodných volbách byl zvolen městským radním. V roce 1945 vstoupil do Società Operaia, kterou založil Luigi Gedda. Aktivně působil ve hnutí Katolická akce, do kterého před lety vstoupil, na území diecéze Rimini.
Zemřel dne 5. října 1946 ve věku 28 let jako oběť dopravní nehody, kdy jej na silnici srazil dodávkový automobil, patřící ozbrojeným silám, když jel na kole na volební shromáždění. Od 1. března 1968 spočívají jeho ostatky v kostele Sant'Agostino v Rimini.

## Úcta
Jeho beatifikační proces započal dne 16. ledna 1975, čímž obdržel titul služebník Boží. Dne 22. března 1986 jej papež sv. Jan Pavel II. podepsáním dekretu o jejích hrdinských ctnostech prohlásil za ctihodnou. Dne 7. července 2003 byl uznán zázrak na jeho přímluvu, potřebný pro jeho blahořečení.
Blahořečen pak byl dne 5. září 2004 v Loretu papežem sv. Janem Pavlem II.
Jeho památka je připomínána 5. října.